# Yvrencheux
Yvrencheux är en kommun i departementet Somme i regionen Hauts-de-France i norra Frankrike. Kommunen ligger i kantonen Crécy-en-Ponthieu som tillhör arrondissementet Abbeville. År 2022 hade Yvrencheux 126 invånare.

## Befolkningsutveckling
Antalet invånare i kommunen Yvrencheux
| Referens: INSEE |